# Стайковце (община Сурдулица)
Стайковце е село в община Сурдулица, Пчински окръг, Сърбия. Според преброяването от 2011 г. населението му е 71 жители.

## Демография
- 1948 – 490
- 1953 – 506
- 1961 – 467
- 1971 – 397
- 1981 – 319
- 1991 – 207
- 2002 – 140
- 2011 – 71

## Етнически състав
(2002)
- 139 (99,28%) – сърби
- 1 (0,78%) – българи